# Ethel Mannin
Œuvres principales
- Lucifer et l'enfant (1945)

Ethel Edith Mannin, né le 6 octobre 1900 à Clapham et morte le 5 décembre 1984 à Teignmouth, est une romancière britannique populaire aussi connue pour ses récits de voyage. Elle naît à Londres d'une famille d'origine irlandaise.

## Biographie
Elle commence sa carrière d'écrivaine par du travail d'édition et du journalisme. Elle devient ensuite une autrice prolifique, tout en s'engageant en politique. Son autobiographie des années 1920, Confessions and Impressions devient un véritable succès et aussi l'un des tout premiers livres de poche Penguin.
Elle soutient d'abord le Parti travailliste, mais s'en détache dans les années 1930. Un voyage de 1936 en Union soviétique lui donne une mauvaise impression du communisme. Selon l'historien R. F. Foster (W. B. Yeats: A Life II p. 512) : « Elle était membre du Parti travailliste indépendant, et son idéologie dans les années 1930 penchait plus vers l'anarcho-syndicalisme que vers le communisme au sens du Party, mais elle restait résolument et clairement de gauche' ». 
Avec les années, elle en vient à soutenir l'anarchisme et rédige à ce propos un livre sur l'anarchiste américaine d'origine russe, Emma Goldman, une de ses compagnes dans la Solidarité Internationale Antifasciste (SIA) pendant la Guerre civile espagnole.
Mannin est aussi très impliquée dans des actions anti-impérialistes en faveur des nations africaines dans les années 1930, devient l'amie de George Padmore, C.L.R. James et Chris Braithwaite (en) qui menaient ces mouvements. 
Mannin soutient les opérations militaires en faveur de la seconde République espagnole, mais elle s'oppose à la Seconde Guerre mondiale.
Mannin se réfère à Bart de Ligt et A. S. Neill comme ayant influencé ses propres idées. Elle considère
W. Somerset Maugham et Aldous Huxley parmi ses écrivains préférés, décrivant Norman Haire comme l'une des « seules personnes complètement rationnelles qu'elle ait jamais rencontrées » et mettant en avant son « opposition à la peine de mort, à l'éducation traditionnelle et aux sports de combat ».
Le livre d'Ethel Mannin Bread and Roses: A Utopian Survey and Blue-Print, publié en 1944, est décrit par l'historien Robert Graham comme promouvant « une vision écologique en opposition à l'organisation, alors prévalente, d'une société industrielle destructrice ».
En 1954, elle est l'une des signatrices d'une lettre de protestation contre les exécutions massives de Kényans par le gouvernement colonial de l'époque, sans que celui-ci soit accusé de meurtres.
Ethel Mannin se marie deux fois : en 1919, avec une relation très courte qui lui donne une fille et, en 1938, avec Reginald Reynolds (en), un Quaker et intermédiaire en Inde entre le Mahatma Gandhi et les occupants britanniques. En 1934-1935, elle a également une relation amoureuse et intellectuelle intense, mais conflictuelle, avec le poète W. B. Yeats, qui venait de quitter Margot Ruddock (en) et allait prochainement nouer une autre relation avec Dorothy Wellesley (en) (les détails de ces relations sont fournis dans le livre de R. F. Foster sur la vie de Yeats, où il remarque que l'investissement affectif de Mannin était certainement inférieur à celui de Yeats). Elle eut aussi une relation fort médiatisée avec Bertrand Russell.
Passionnée de football, elle est aussi pendant longtemps la présidente du club de football de la ville de Shrewsbury.
En France, elle est surtout connue pour son roman fantastique Lucifer et l'enfant (Lucifer and the Child), paru en 1945.

## Œuvres

### Récits autobiographiques
- Confessions and Impressions (1930)
- Privileged Spectator (1939)
- Connemara Journal (1947)
- Brief Voices (1959)
- Young in the Twenties: A Chapter of Autobiography (1971)
- Sunset over Dartmoor: A Final Chapter of Autobiography (1977)

### Romans, nouvelles, essais, récits de voyages
- Martha (1923)
- Hunger of the Sea (1924)
- Sounding Brass (1925)
- Three New Love Stories (1925), en collaboration avec Warwick Deeping et Gilbert Frankau
- Pilgrims (1927)
- Green Willows (1928)
- Crescendo, Being the Dark Odyssey of Gilbert Stroud (1929)
- Children of the Earth (1930) Publié en français sous le titre Filles du vent, traduit par Alain Glatigny, Paris, Éditions de la Paix, 1950 (BNF 41664566)
- Song of the Bomber (1936)
- Ragged Banners (1931)
- Bruised Wings and Other Stories (1931)
- Common-sense and the Child (1931)
- Green Figs (1931)
- The Tinsel Eden and Other Stories (1931)
- All Experience (1932)
- Linda Shawn (1932)
- Love's Winnowing (1932)
- Venetian Blinds (1933)
- Dryad (1933)
- Men Are Unwise (1934)
- Some Adventures With A School (1934), avec Margaret Johnston
- Cactus (1935)
- Forever Wandering (1935)
- The Falconer's Voice (1935)
- Forbidden Music (1935)
- South to Samarkand (1936)
- Spain and Us (1936), avec J.B. Priestley, Rebecca West, Stephen Spender, Francis Meynell, Louis Golding, T. F. Powys, J. Langdon-Davies et Catherine Carswell
- The Pure Flame (1936)
- Sounding Brass (1937)
- Women Also Dream (1937)
- Common-Sense and the Adolescent (1937)
- Women and the Revolution (1938)
- Rose and Sylvie (1938)
- Darkness My Bride (1938)
- Julie: The story of a dance-hostess (1940)
- Rolling in the Dew (1940)
- Against Race-Hatred and for a Socialist Peace (1940), avec Richard Acland, Vera Brittain, G. D. H. Cole, Victor Gollancz, Augustus John, James Maxton et J. B Priestley
- Commonsense and Morality (1941)
- Red Rose: A Novel based on the Life of Emma Goldman (1941)
- Captain Moonlight (1942)
- The Blossoming Bough (1942)
- Castles in the Street (1942)
- Proud Heaven (1943) Publié en français sous le titre Double Concerto, traduit par Alain Glatigny, Bruxelles/Londres, Nicholson and Watson, 1947 (BNF 32414311)
- No More Mimosa (1943)
- Bread and Roses: An Utopian Survey and Blue-Print (1944)
- Comrade O Comrade, or, Low-Down on the Left (1945)
- Lucifer and the Child (1945) Publié en français sous le titre La Jeune Sorcière, traduit par Jacques Light, Paris, Bordas, 1946 (BNF 32414310) ; réédition sous le titre Lucifer et l'enfant, Verviers/Paris, Marabout, coll. « Bibliothèque Marabout. Fantastique » no 486, 1974 ; réédition dans une traduction révisée par Anne-Sylvie Homassel, Rennes, Terre de brume, coll. « Terres mystérieuses », 2004  (ISBN 2-84362-244-1)
- Christianity or Chaos? (1946)
- Selected Stories (1946)
- The Dark Forest (1946)
- Why I Am Still a Pacifist (1946), avec Catherina de Ligt, Hugh Fausset, Laurence Housman, Clare Sheridan, Alex Wood et Myrtle Wright
- Bavarian Story (1948)
- German Journey (1948)
- Late Have I Loved Thee (1948) Publié en français sous le titre Vous qui êtes ma vie, traduit par Gaston Baccara, Paris/Bruxelles, Éditions de la Paix, 1953 (BNF 32414313)
- Every Man a Stranger (1949)
- Jungle Journey: 7000 Miles through India and Pakistan (1950)
- At Sundown the Tiger (1951)
- The Fields at Evening (1952)
- The Wild Swans and Other Tales Based on the Ancient Irish (1952)
- This Was a Man: Some Memories of Robert Mannin by His Daughter (1952)
- Lover under Another Name (1953)
- Moroccan Mosaic (1953)
- So Tiberius… (1954)
- Two Studies in Integrity: Gerald Griffin and the Rev. Francis Mahony ('Father Prout') (1954)
- Land of the Crested Lion: A Journey through Modern Burma (1955)
- The Living Lotus (1956)
- Pity the Innocent (1957)
- The Country of the Sea: Some Wanderings in Brittany (1957)
- Fragrance of Hyacinths (1958)
- Ann and Peter in Sweden (1959)
- The Blue-eyed Boy (1959)
- Ann and Peter in Japan (1960)
- The Flowery Sword: Travels in Japan (1960)
- Sabisha (1961)
- Ann and Peter in Austria (1962)
- Curfew at Dawn (1962)
- With Will Adams Through Japan (1962)
- A Lance for the Arabs: A Middle East Journey (1963)
- The Road to Beersheba (1963)
- Aspects of Egypt: Some Travels in the United Arab Republic (1964)
- Rebels' Ride. A Consideration of the Revolt of the Individual (1964)
- Report from Iraq (1964)
- Lovely Land: The Hashemite Kingdom of Jordan (1965)
- The Burning Bush (1965)
- Loneliness: A Study of the Human Condition (1966)
- The Night and Its Homing (1966)
- The Lady and the Mystic (1967)
- An American Journey (1967)
- Bitter Babylon (1968)
- England for a Change (1968)
- The Saga of Sammy-Cat (1969)
- Practitioners of Love. Some Aspects of the Human Phenomenon (1969)
- The Midnight Street (1969)
- England at Large (1970)
- Free Pass to Nowhere (1970)
- My Cat Sammy (1971)
- England My Adventure (1972)
- The Curious Adventure of Major Fosdick (1972)
- Mission to Beirut (1973)
- Stories from My Life (1973)
- An Italian Journey (1974)
- Kildoon (1974)
- The Late Miss Guthrie (1976)